# Villa Kullen, Nacka kommun

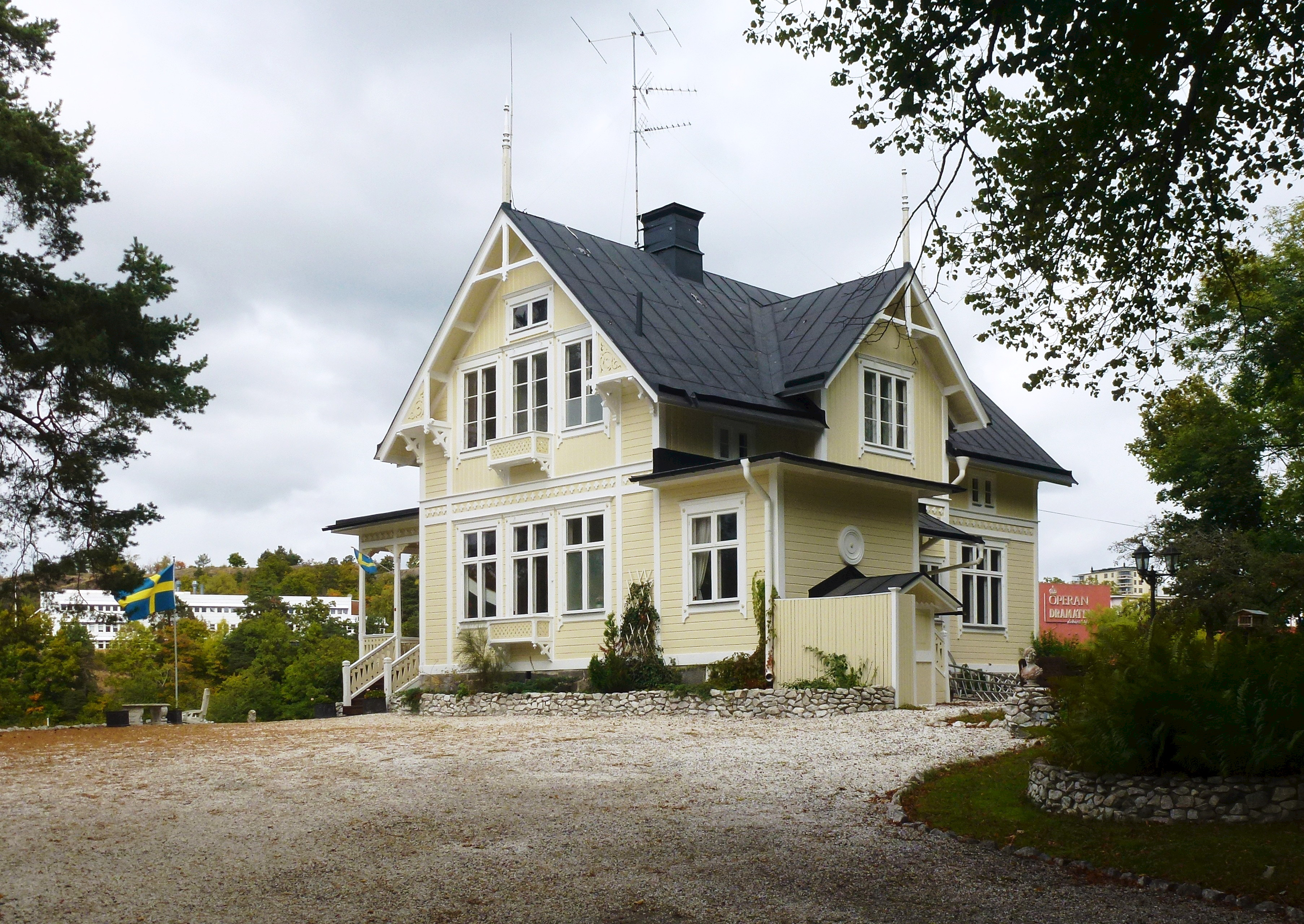
Villa Kullen i september 2013.

Villa Kullen är ett tidigare sommarnöje som ligger i anslutning till och väster om  Svindersviks gård i Nacka kommun. 

## Historik
På en höjd vid Svindersvikens södra sida ligger Villa Kullen. Byggnaden är en  trävilla i schweizerstil som uppfördes 1879–1880 på uppdrag av Oscar Almgren, son till sidenfabrikören Knut August Almgren, som ägde Svindersviks gård efter 1863.  Mellan Svindersvik och villan lät han anlägga en allé som fortfarande finns kvar. Villan Kullen användes som sommarbostad av familjen Almgren fram till 1949 innan huset överläts till Nordiska museet samtidigt som Svindersviks gård övergick i museets ägo. Byggnaden innehåller sju rum med en boarea på 250 m² fördelade på 8 rum och kök. Byggnaden såldes 2005 till en privatperson.